# Groundhopping
Groundhopping er en hobby, hvor man prøver at se så mange kampe som muligt på mange forskellige stadioner. Deltagerne er kendt som groundhoppers eller hoppers. Groundhopping er mest en fodboldhobby og de er generelt neutrale i de kampe de ser.

## Historie
“Groundhopping” er fra slutningen af 1980'erne, hvor fans i Tyskland begyndte at groundhoppe, og er siden blevet populært i Storbritannien, Tyskland, Holland, Belgien, Sverige, Norge og Danmark.

## Organisation
Groundhopping har normalt ikke en organisation; dog findes for eksempel “The 92 Club” i England. 92 Club er en gruppe af folk der har besøgt alle stadioner i de fire højeste niveauer i England. (Premier League, Championship, League One, League Two). Vereinigung der Groundhopper Deutschlands (V.d.G.D.) er en organisation i Tyskland. For at være en del af V.d.G.D. skal man mindst have besøgt 300 stadioner og have besøgt stadioner i over 30 forskellige lande.
Groundhopping-grupper er normalt bare grupper med venner eller en gruppe på social medier. Nogle groundhoppers går ikke sammen, men vil hellere gå alene og besøge stadioner.

## Regler
Der er ingen officielle regler, men en uskrevet regel er at en groundhopper skal se hele kampen på stadionet.